# Bologna Children's Book Fair
La Bologna Children's Book Fair o Fiera del Libro per Ragazzi, abbreviata in BCBF, è un evento che si tiene annualmente a Bologna, dedicato all'editoria per l'infanzia. In particolare è una delle più importanti fiere del settore a livello internazionale. Assieme al Salone internazionale del libro di Torino e a Più libri più liberi di Roma costituisce la terzina principale delle maggiori fiere italiane.

## Storia
La Fiera del Libro per Ragazzi nasce a Bologna nell'aprile del 1964, in un contesto storicamente attento al mondo dell'infanzia: negli anni sessanta del secolo scorso la città vive un importante momento della storia dell'educazione italiana e fin dalla fine degli anni cinquanta venivano organizzate periodiche conferenze per discutere del libro per ragazzi. L'intento fu quello di creare un'occasione di mercato e di cultura, di analisi delle tendenze artistiche del momento e d'avanguardia, in una combinazione di marketing e di verifica delle correnti culturali che stanno a monte della produzione che coinvolgesse non solo gli editori, ma anche tutti gli operatori culturali impegnati nel settore della lettura intesa come fenomeno sociale della più grande importanza.
La prima edizione della Fiera del Libro per Ragazzi si tiene nel pieno centro della città, dura otto giorni ed è aperta a tutti. I primi premi che vengono istituiti sono il Torchio d'oro per la migliore opera letteraria e il Balanzone d'oro per la migliore opera grafica. Un'apposita giuria composta da personaggi illustri e istituzioni decide quali sono gli autori prescelti. L'anno successivo, la presenza degli editori è più che raddoppiata (128 di cui 104 stranieri) e buona parte degli editori presenti sono stranieri.
Dal 1966 la Fiera del Libro per Ragazzi acquisisce i caratteri che più la contraddistinguono: apertura internazionale e collaborazioni con gli editori. I premi Il Torchio d'oro e il Balanzone d'oro vengono cancellati in favore di due nuovi premi, il Premio Grafico Fiera di Bologna e il Premio Critici in Erba. Il primo è destinato alla migliore opera grafica nel suo insieme e deciso da una giuria di grafici o “addetti ai lavori”, il secondo è rivolto alle illustrazioni di maggiore qualità assegnato da una giuria di bambini coordinati da un adulto. Il 1969 segna un anno importante, il trasferimento al quartiere fieristico: la Fiera si appropria di una nuova identità di immagine, l'allontanamento dal centro della città coincide parallelamente a un distacco da parte del pubblico cittadino. La Fiera diventa così un evento di nicchia, riservato rigorosamente agli addetti del settore. Con il 1983 si inaugura il periodo delle giurie internazionali composte principalmente da grafici e la partecipazione dei Paesi stranieri continua a crescere.
Nel 1995 nasce il BolognaRagazzi Award che unisce le competenze dei due premi del passato, non più due riconoscimenti distinti ma uno solo che segnala un progetto editoriale nel suo insieme. Le giurie, presiedute dal 2000 da Antonio Faeti continuano ad essere molto prestigiose ma più variegate, non più composte di soli grafici ma anche di pedagogisti, critici d'arte, librai, bibliotecari ed editori. Tra le figure di spicco che hanno ricoperto la carica di giurati alla Fiera del Libro di Bologna figurano il grafico Milton Glaser, i designer Bob Noorda e Max Huber, e gli illustratori Seymour Chwast e Heinz Edelmann. Il Premio, che nel corso degli anni è diventato uno dei più prestigiosi riconoscimenti nel settore, viene assegnato a tre diverse categorie: Fiction - sezione dedicata alla fantasia, Non Fiction -  sezione dedicata a pubblicazioni concernenti ogni area del sapere utile all'apprendimento e New Horizons - un premio speciale riservato dal 2001 all'editoria dei Paesi Arabi, dell'America Latina, dell'Asia e dell'Africa. Inoltre dal 2009 è stata istituita la sezione permanente Opera Prima, riservata agli autori emergenti e volta a valorizzare le proposte di ricerca più innovative. Il premio è dedicato a Giovanni Lanzi, grafico per oltre quarant'anni della Fiera del Libro per Ragazzi.

## La manifestazione oggi
Nel corso degli anni la manifestazione si è trasformata nel più importante appuntamento internazionale dedicato allo scambio di copyright di libri per bambini e ragazzi; un evento dedicato al business, arricchito da una serie di manifestazioni che ne fanno un momento culturale importante per l'editoria specializzata.  Gli espositori sono rappresentati principalmente da editori, agenti letterari, packagers, stampatori, organismi internazionali, produttori televisivi e cinematografici, operatori del settore licensing, società di servizi collegate all'editoria. La proposta professionale si completa con alcuni spazi dedicati a categorie professionali con esigenze specifiche: il Centro Agenti Letterari e TV/film and Licensing Rights Centre, dedicato allo scambio dei copyright fra il mondo del libro, il mondo delle produzioni televisive e cinematografiche e quello del licensing.
Oltre agli stand espositivi, numerose iniziative vengono organizzate nel corso dei quattro giorni di manifestazione. La più prestigiosa di queste è la Mostra degli Illustratori, piattaforma di lancio per giovani illustratori e qualificato servizio per gli editori. Ogni anno inoltre viene scelto un Paese ospite d'onore che ha l'opportunità di far conoscere i propri talenti e godere di un'ampia visibilità grazie ai percorsi espositivi e alle tavole rotonde a tema. L'edizione in programma nel 2018 dal 26 al 29 marzo avrà come ospite d'onore la Cina, mentre nelle ultime edizioni si sono succeduti rispettivamente la Catalogna e le isole Baleari (2017), la Germania (2016), la Croazia (2015), il Brasile (2014), la Svezia (2013), il Portogallo (2012), la Lituania (2011), la Slovacchia (2010), la Corea (2009), l'Argentina (2008), il Belgio (2007) e l'Ungheria (2006).

## Progetti collegati
Mostra degli Illustratori, nata del 1967, ampia e prestigiosa vetrina internazionale delle nuove tendenze nell'illustrazione dei libri per l'infanzia e per i ragazzi. Artisti affermati e talenti emergenti, selezionati da una giuria internazionale composta da editori e direttori di musei, espongono le loro opere dimostrando il loro talento agli occhi degli operatori del settore.
La Mostra degli Illustratori non finisce a Bologna quando termina la Fiera. Grazie alla collaborazione con IBBY e con il Museo Itabashi, viaggia nel mondo, portando in giro sogni e idee che vengono messi a disposizione dei bambini. Sono oltre 25 anni che la mostra viene presentata in Giappone con grande successo di pubblico. Ed è la scelta delle sedi – Musei d'arte – che onora maggiormente la mostra. Grazie a questa collaborazione, alla mostra si sono interessati anche importanti realtà, come l'Art Institute di Chicago che nel 2002 ha ospitato una sezione della mostra.
TV & Film Rights Center, è lo spazio dedicato che, con crescente successo, promuove con grande efficacia l'incontro fra il mondo del libro e quello delle produzioni televisive e cinematografiche.
Centro Traduttori, nato nel 2004 su iniziativa della Fiera del Libro per Ragazzi, si è accreditato nelle successive edizioni quale punto di riferimento fondamentale per traduttori ed editori, al fine di consolidare e rafforzare la figura del traduttore, essenziale per il mondo del libro e dell'editoria internazionale.
Centro Agenti Letterari, luogo privilegiato per gli scambi del mercato di copyright per ragazzi, garantisce agli Agenti Letterari assistenza professionale qualificata e personalizzata.
Kids Licensing Forum, è un evento europeo interamente dedicato ai brand per bambini e ragazzi, con news, focus e presentazioni sulle ultime tendenze del mercato, un'occasione per agevolare ed ampliare il network di tutti coloro che operano nel settore.
Dal 2013 organizza, insieme con l'Associazione Italiana Editori e l'International Publishers Association il BOP – Bologna Prize for the Best Children’s Publishers of the Year, che premia ogni anno i migliori editori del mondo.

### Boom!
Boom! è una rassegna internazionale dedicata ai libri per giovani e giovanissimi che si tiene in vari luoghi della città di Bologna in occasione della BCBF.

### China Shanghai International Children’s Book Fair
Dal 2013 organizza a Shangai la China Shanghai International Children’s Book Fair, che si svolge a novembre presso il Shanghai World Expo Exhibition and Convention Centre.

## BolognaRagazzi Award
Di seguito i vincitori delle ultime edizioni:

### 2007
Categoria Fiction
Vincitore: Garmanns sommer. Editore: Cappelen Forlag – Oslo, Norvegia. Testi e illustrazioni: Stian Hole
Menzioni:
The Arrival. Editore: Hachette Livre Australia – Melbourne, Australia. Testi e illustrazioni: Shaun Tan
I Promessi sposi. Editore: Edizioni Piemme SpA – Casale Monferrato, Italia. Testi : Alessandro Manzoni. Illustrazioni: Federico Maggioni
Un lion à Paris. Editore: Autrement – Parigi, Francia. Testi e illustrazioni: Beatrice Alemagna
Categoria Non Fiction
Vincitore: L'encyclopédie des cancres, des rebelles et autre génies. Editore: Gallimard Jeunesse – Parigi, Francia. Testi: Jean-Bernard Pouy. Illustrazioni: Serge Bloch. Concept e sviluppo: Anne Blanchard
Menzioni:
Hör zu, es ist kein Tier so klein, das nicht von dir ein Bruder könnte sein. Editore: Carlsen Verlag GmbH – Hamburg, Germania. Testi: Armin Abmeier (editor). Illustrazioni: autori vari
Une cuisine tout en chocolat. Editore: Rue du monde – Voisins-le-Bretonneux, Francia. Testi: Alain Serres. Illustrazioni: Nathalie Novi
Gravures de bêtes. Editore: Editions Thierry Magnier – Parigi, France. Testi e illustrazioni: Olivier Besson
New Horizons Award
Vincitore: El libro negro de los colores. Editore: Ediciones Tecolote – Colonia San Miguel, Chapultepec, Messico. Testi: Menena Cottin. Illustrazioni: Rosana Faría
ed. it.: l libro nero dei colori, Gallucci, 2011
Menzioni:
Lampião & Lancelote. Editore: Cosac & Naify Edições – São Paulo, Brasile. Testi e illustrazioni: Fernando Vilela
Doodles. Editore: Dar Onboz – Beirut, Lebanon. Testi: Nadine Touma.Illustrazioni: Rena Karanouh

### 2008
Fiction
Vincitore: Avstikkere. Editore: Cappelen Damm AS – Oslo, Norvegia. Testi e illustrazioni: Øyvind Torseter
Menzioni :
Il libro sbilenco. Editore: Orecchio Acerbo – Roma, Italia. Testi e illustrazioni: Peteer Newell
Gran libro de los retratos de animales. Editore: Oqo Editora – Pontevedra, Spain. Testi e illustrazioni: Svjetlan Junakovic
L'ogre. Editore: Rue du monde – Voisins-le-Bretonneux, Francia. Testi: Karim Ressouni-Demigneux. Illustrazioni: Thierry Dedieu
Non Fiction
Vincitore: The Wall. Editore: Farrar, Straus & Giroux – New York, USA. Testi e illustrazioni: Peter Sís
Menzioni : Collection de ville en ville – Tel Aviv and Berlin. Editore: Editions La Joie de Lire SA – Ginevra, Svizzera
Testi: Orith Kolodny. Illustrazioni: Francesca Bazzurro
New Horizons Award
Vincitore: The Night Life of Trees. Editore: Tara Publishing – Chennai, India. Testi: Gita Wolf and Sirish Rao. Illustrazioni: Bhajju Shyam, Durga Bai, Ram Singh Urveti
Menzioni : ¡Ven, hada!. Editore: SM de Ediciones SA DE CV (grupo SM) – Colonia del Valle, Messico. Testi e illustrazioni: Alejandro Magallanes
Premio Speciale: Children Poetry
Vincitore: Tuwim, Wiersze dla Dzieci. Editore: Wytwórnia – Varsavia, Polonia. Testi: Julian Tuwim. Illustrazioni: Gosia Urbanska, Monika Hanulak, Gosia Gurowska, Marta Ignerska, Ania Niemierko, Agnieszka Kucharska-Zajkowska
Menzioni :
L'albergo delle fiabe. Editore: Orecchio Acerbo – Roma, Italia. Testi: Elio Pecora. Illustrazioni: Luci Gutiérrez
Santiago. Editore: Libros del Zorro Rojo – Barcellona/Madrid, Spagna. Testi: Federico García Lorca. Illustrazioni: Javier Zabala
Black Cat Bone. Editore: The Creative Company – Mankato, USA. Testi: Patrick Lewis. Illustrazioni: Gary Kelley

### 2009
Fiction
Vincitore: Robinson Crusoe. Editore: Media Vaca – Valencia, Spagna. Testi e illustrazioni: Ajubel
Menzioni:
Last Night. Editore: Farrar, Straus & Giroux – New York, NY, USA. Testi e illustrazioni: Hyewon Yum
Rue and Linden: a Journey and Staying Home. Editore: Kodansha – Tokyo, Japan. Testi : Rui Kodemari. Illustrazioni: Yoko Kitami
Every Friday. Editore: Henry Holt and Company – New York, NY, USA. Testi e illustrazioni: Dan Yaccarino
Non Fiction
Vincitore: Le Livre des Terres Imaginées. Editore: Seuil Jeunesse – Parigi, Francia. Testi e illustrazioni: Guillaume Duprat
Menzioni: Les Rêves Racontés aux Petits Curieux. Editore: Syros Jeunesse – Parigi, Francia. Testi: Sylvie Baussier. Illustrazioni: Ilya Green
Et toi, ta grand-mére. Editore: Actes Sud Junior – Parigi, Francia. Testi : Florence Noiville. Illustrazioni: Christelle Enault
Math in an Art Museum. Editore: Yeowon Media – Seoul, Corea. Testi : Majoongmul. Illustrazioni: Yoon Ju Kim
New Horizons Award
Vincitore: El Contador de Cuentos. Editore: Ekaré – Caracas, Venezuela. Testi: Saki. Illustrazioni: Alba Marina Rivera
Menzioni:
Hago de Voz Un Cuerpo. Editore: Fondo de Cultura Económica – México D.F., Messico. Testi: María Baranda. Illustrazioni: Gabriel Pacheco
Arang Arang Tell Me What Color. Editore: Institute for the Intellectual Development of Children and Young Adults (Kanoon) – Tehran, Iran. Testi: Afsaneh Shabannezhad. Illustrazioni: Rashin Kheyrieh
Opera Prima
Vincitore: Mr. Peek and the Misunderstanding at the Zoo. Editore: The Templar Publishing – Dorking, Gran Bretagna. Testi e illustrazioni: Kevin Waldron